# Поколение пятидесятых годов
Поколение 50-х годов (исп. Generación del 50) — название, которое в истории испанской литературы получила плеяда литераторов-новаторов, родившихся в 20-е годы XX века и получивших известность после Гражданской войны в Испании. Их появление совпало с этапом определённой открытости режима Франко и первыми публикациями переводов сочинений зарубежных авторов Томаса Элиота и Пауля Целана.
Наиболее известными представителями поколения 50-х Игнасио Альдекоа, Карлос Барраль, Хосе Мануэль Кабальеро Бональд, Эладио Кабаньеро, Альфонсо Костафреда, Хесус Фернандес Сантос, Антонио Гамонеда, Хуан Гарсия Ортелано, Хайме Хиль де Бьедма, Анхель Гонсалес, Хосе Агустин и Хуан Гойтисоло, Альфонсо Гроссо, Хосе Йерро, Хесус Лопес Пачеко, Хуан Марсе, Кармен Мартин Гайте, Ана Мария Матуте, Клаудио Родригес, Карлос Саагун, Рафаэль Санчес Ферлосио, Даниэль Суэйро и Хосе Анхель Валенте.